# AMBIENCE
AMBIENCE（アンビエンス）は、日本のバンド。

## 概要
SHADOW（元ジャニーズJr.達によって1989年に結成された男性アイドルグループ）解散後に倉田順一が結成した4人組ロックバンド。 
1990年8月2日に四谷のライブハウス「フォーバレー」にて1stライブを行った。
その後、倉田と本郷が脱退し、北川と篠根が加入。1993年11月3日にテイチクレコードよりCDデビューを果たした。
動画サイトYouTubeのAMBIENCEチャンネルにてメンバーの北川浩・遠藤修平・池谷徳成の３人で再びバンドを組んで定期的に新曲や当時の曲を披露している。

## メンバー
- 北川浩（ボーカル）
- 遠藤修平（ギター、コーラス）
- 池谷徳成（ベース）
- 篠根晃彦（ドラムス）

### 脱退メンバー
- 倉田順一（初代ボーカル）
- 本郷隼人（初代リーダー、ドラム）

## ディスコグラフィ

### シングル
1. 最後の約束 -See you again-（1993年11月3日。売上枚数：23.7万枚。オリコン最高位10位、テイチクエンタテインメント）
2. DREAMIN'/RISING（1994年5月21日。売上枚数：0.4万枚。オリコン最高位95位、テイチクエンタテインメント）
3. BACK TO YOU（1994年11月23日。テイチクエンタテインメント）

### アルバム
1. AMBIENCE（1993年12月16日。売上枚数：2.7万枚。オリコン最高位45位、テイチクエンタテインメント）
2. X-MEN（1994年12月16日。テレビアニメ『X-MEN』のサウンドトラック盤、テイチクエンタテインメント）

## タイアップ一覧
| 使用年 | 曲名                       | タイアップ                                                      |
| ------ | -------------------------- | --------------------------------------------------------------- |
| 1993年 | 最後の約束 -See you again- | フジテレビ系 水曜劇場『もう涙は見せない』主題歌                 |
| 1994年 | DREAMIN'                   | テレビ東京系『食キングクイズ!地球まるかじり』エンディングテーマ |
| 1994年 | RISING                     | テレビ東京系アニメ『X-MEN』前期オープニングテーマ               |
| 1994年 | BACK TO YOU                | テレビ東京系アニメ『X-MEN』エンディングテーマ                   |
| 1994年 | 抱きしめたい誰よりも…      | テレビ東京系アニメ『X-MEN』後期オープニングテーマ               |

## 出演

### テレビ
- 進撃のヒーロー（TBS）（2013年2月13日） - 遠藤修平が息子にかつての姿を見せたいと元メンバーを訪ねる。ドラムは篠根晃彦ではなく前田卓生（VEIL→DANCER→PLANET EARTH→DAZZLE DAZZLE）が担当。